# Улица Иова Кондзелевича (Луцк)
Улица Иова Кондзелевича (укр. Вулиця Йова Кондзелевича) — дугообразная улица, расположенная на северо-западе историко-культурного заповедника Луцка у исторического въезда в город в районе Братского моста, огибающая с юга архитектурный комплекс Луцкого Кресто-Воздвиженского братства.
Начинается у улицы Даниила Галицкого, пересекается с Караимской и заканчивается на Ковельской улице.

## История
Современная улица представляет собой соединение двух независимых участков возникших в разное время.
Первой появилась часть, находящаяся на северо-западе исторического острове и представлявшая собой спуск к Глушцу у, как предполагается, существовавшей здесь деревянной церкви Святого Лазаря и «русском госпитале» при ней.
Таким образом с обозримых времён этот участок имел однотипную застройку — на нём всегда стояла церковь и здание у неё, выполнявшее разные функции.
Продолжительное время у церкви существовало кладбище.

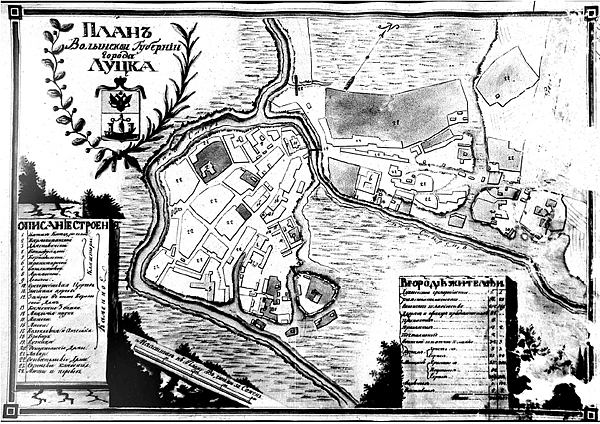
План Луцка 1790 года с гаванью и улицей к ней у Братского комплекса

Предполагается, что название первой церкви связано с именем одного из сыновей князя Любарта — Лазаря: «первого лѣт(а) по см(е)рти князя великого Дмитрья Кедиминовича, при княженьи дѣтии его Федоту, Лазорю, Семёну».
Возможно именно он её и построил XIV веке.
Церковь Святого Лазаря в Луцке упоминается ещё в XVI веке.
В 1619 году этот комплекс сгорел, а уже 20 февраля того же года Сигизмунд III Ваза предоставил Кресто-Воздвиженному братству привилегии, согласно которым им предоставлялось право вместо русского госпиталя построить новый, а также построить церковь со школой.
9 апреля в этом госпитале состоялось собрание православных мещан Луцка, где им было передано в вечное пользование данное помещение.
В XVII веке на этом месте был построен Братский монастырь.
В 1645 году благодаря стараниям члена братства Александра Мозелла получил привилегию от короля Владислава IV на строительство кирпичного госпиталя.
Мозелла выделил средства в размере 41000 злотых для строительства, которое началось в следующем году.
В 1647 году двухэтажное помещение было построено и здесь разместились госпиталь, школа, кельи, библиотека и типография.
После упорядочивания русла Глушца в его устье появилась торговая гавань.
Соединяющую с Рыночной площадью улицу вдоль Братского монастыря стали называть Торговой.
В 1803—1807 году, когда монастырь уже перешёл (повторно?) в руки василиан к нему была пристроена домовая церковь.

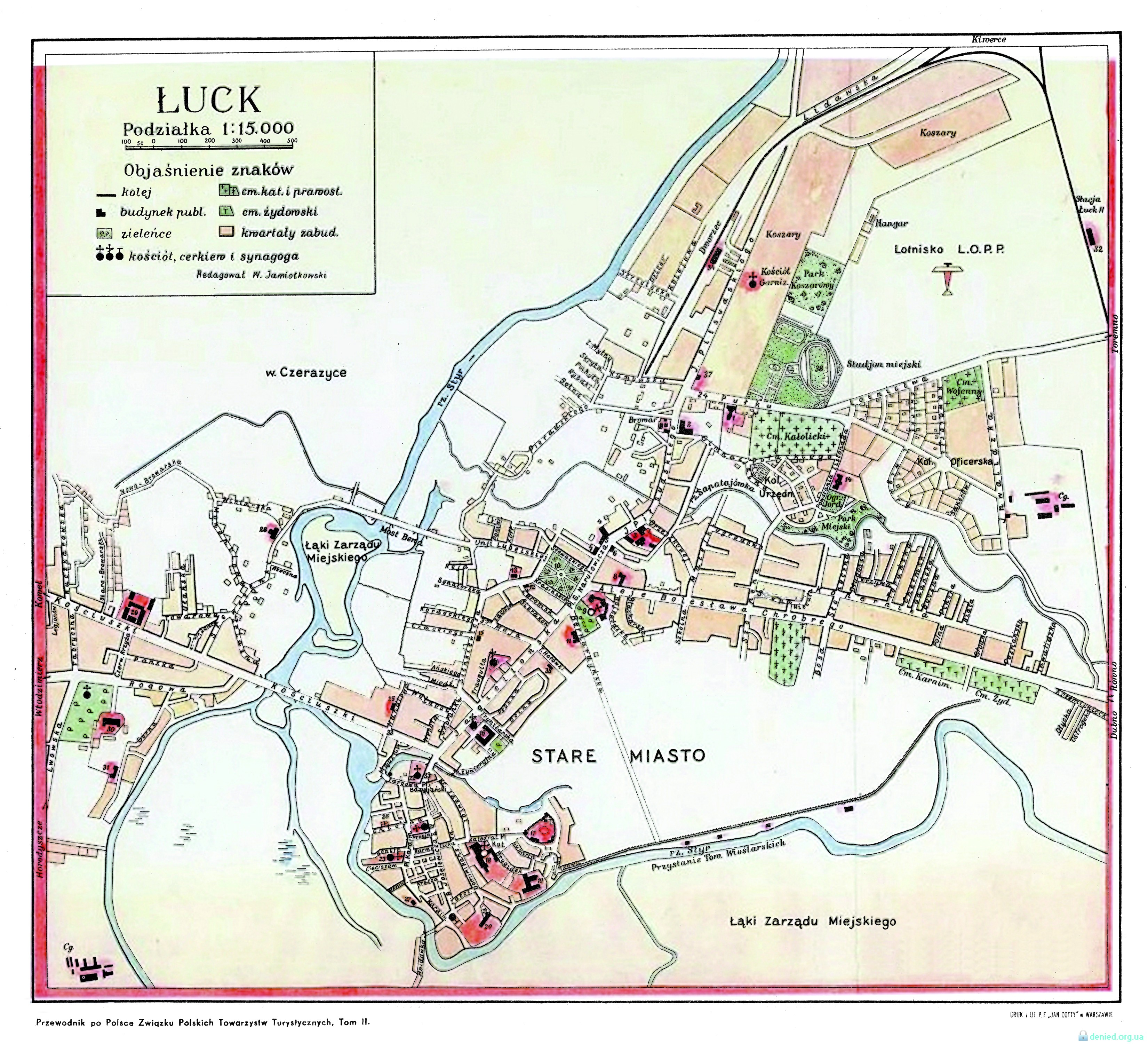
План Луцка 1937 года, на котором ещё видно мост через Глушец, Мучную и Торговую улицы.

Когда гавань утратила своё предназначение невдалеке был построен переезд через Глушец, вскоре заменённый на мост.
Тогда стала развиваться вторая часть улицы, которая вела к Ковельской и получила имя Мучной.
В 1941 году Торговая улица была переименована в Братскую.
Со временем, русло Глушца было засыпано, мосты через него разобраны и улица приобрела современные очертания.
В 1953 году Братскую и Мучную улицы объединяют под именем Герцена (см. Александр Герцен).
В 1991 году улицу переименовали в честь Волынского православного иеромонаха и иконописца Иова Кондзелевича.

## Застройка
На улице сохранилось здание братского, потом — василианского монастыря, построенное в первой половине XVII века (дом 5 в современной нумерации).
Некоторое время тут также размещалась греко-латино-славянская школа и типография.
Помещение несколько раз пере- и достраивалось и сейчас представляет собой двухэтажное Г-образное здание с подвалом и остатками пристройки.
До сих пор здание используется для жилья, офисов и магазина.
27 сентября 2011 года, по инициативе современного Братства Андрея Первозванного, на первом этаже дома 5 открыт Музей истории Луцкого Кресто-Воздвиженского братства.
Остальная часть улицы состоит из одноэтажных жилых домов, производственных и торговых помещений различных организаций.